# Rozkoš (film)
Rozkoš je film Jitky Rudolfové z roku 2013. Jde o tragikomický příběh ženy (filmová střihačka Milena) a jejího vztahu ke třem mužům.
Ve filmu hrají Jana Plodková, Martin Myšička, Jaroslav Plesl, Jan Budař, Daniel Krejčík, Štěpánka Fingerhutová.
Film v roce 2013 v českých kinech vidělo 3 067 diváků.
Film byl uveden na festivalu v Karlových Varech v sekci Na východ od západu.

## Recenze
- František Fuka, FFFilm, 30. listopadu 2013
- Mirka Spáčilová, iDNES.cz 2. prosince 2013